# «Руссо-Балт» Братолюбова — Некрасова (тип I)
«Руссо-Балт» Братолюбова — Некрасова (тип I) (Тип один) — пушечно-пулемётный бронеавтомобиль Вооружённых сил Российской империи. Разработан в 1914—1915 годах с использованием шасси модели отечественной фирмы «Руссо-Балт». Проект бронировки был разработан штабс-капитаном Некрасовым при активном участии генерал-лейтенанта Р.А. Дурляхова (Дурляхера) и инженера-изобретателя А.А. Братолюбова. Всего в 1915 году в мастерских Братолюбова было изготовлено 6 бронеавтомобилей с различным составом вооружения, три из которых использовали шасси «Руссо-Балт D», и три — «Руссо-Балт С 24/40» (карбюраторный 4-цилиндровый рядный двигатель «Руссо-Балт» жидкостного охлаждения). По результатам испытаний, однако, бронеавтомобили были признаны малопригодными к использованию в войсках. В связи с этим, машины были переданы в войска для применения в качестве учебных. Позднее три бронеавтомобиля (на шасси «Руссо-Балт С 24/40») были переоборудованы в бронедрезины и в 1916—1917 годах в составе Броневого автомобильно-железнодорожного взвода участвовали в боях на Западном и Юго-Западном фронтах.
После Октябрьской революции бронеавтомобили, по всей видимости, оказались в распоряжении «красных», однако об их применении в ходе Гражданской войны отсутствуют. Последние бронеавтомобили этого типа были разобраны в 1920—1921 годах.

## Бронеавтомобили-дрезины
Во время Первой Мировой войны в Русской императорской армии сформирован броневой железнодорожный взвод из пяти броневиков «Руссо-Балт» Братолюбова — Некрасова (тип I) на железнодорожных колесах. Имелись планы перестановки на железнодорожные колеса всех бронеавтомобилей, не пригодных к действию, в том числе и вне дорог, из-за перегрузки шасси, но из-за проблем в военной промышленности Российской Империи с конца 1916 года, резкого снижения уровня управления в ней и падения производственной дисциплины из-за Февральской и Октябрьской революций, этого не сделали.

### Сноски
1. ↑  И из-за слабости конструкции и ненадежности